# Iphitrachelus gracilis
Iphitrachelus gracilis är en stekelart som beskrevs av Lubomir Masner 1957. Iphitrachelus gracilis ingår i släktet Iphitrachelus och familjen gallmyggesteklar. Arten är reproducerande i Sverige. Inga underarter finns listade i Catalogue of Life.